# 蛤蜊油
蛤蜊油是近代中国的一种廉价护肤品，主要成分是凡士林。因其油性而且一般装在蛤蜊贝壳里面出售而得名。现已不多见。